# Phương pháp Ziegler–Nichols
Phương pháp Ziegler– là một phương pháp điều chỉnh bộ điều khiển PID được phát triển bởi John G. Ziegler và Nathaniel B. Nichols. Phương pháp này được thực hiện bằng cách thiết lập thông số độ lợi khâu I (tích phân) và khâu D (vi phân) về không (0,zero). Độ lợi khâu P (tỷ lệ, khuếch đại), độ lợi {\displaystyle K_{p}} được tăng lên từ không (0) cho đến khi nó đạt đến độ lợi {\displaystyle K_{u}} tối đa, mà đầu ra của vòng điều khiển dao động với biên độ không đổi. {\displaystyle K_{u}} và chu kỳ dao động {\displaystyle T_{u}} được sử dụng để thiết lập độ lợi P, I, và D tùy thuộc vào loại điều khiển được sử dụng:
| Phương pháp Ziegler–Nichols |                           |                                |                                |
| Loại điều khiển             | {\displaystyle K_{p}}     | {\displaystyle K_{i}}          | {\displaystyle K_{d}}          |
| P                           | {\displaystyle K_{u}/2}   | -                              | -                              |
| PI                          | {\displaystyle K_{u}/2.2} | {\displaystyle 1.2K_{p}/T_{u}} | -                              |
| classic PID                 | {\displaystyle 0.60K_{u}} | {\displaystyle 2K_{p}/T_{u}}   | {\displaystyle K_{p}T_{u}/8}   |
| Pessen Integral Rule        | {\displaystyle 0.7K_{u}}  | {\displaystyle 2.5K_{p}/T_{u}} | {\displaystyle 0.15K_{p}T_{u}} |
| some overshoot              | {\displaystyle 0.33K_{u}} | {\displaystyle 2K_{p}/T_{u}}   | {\displaystyle K_{p}T_{u}/3}   |
| no overshoot                | {\displaystyle 0.2K_{u}}  | {\displaystyle 2K_{p}/T_{u}}   | {\displaystyle K_{p}T_{u}/3}   |